# HD 1913
HD1913 є хімічно пекулярною зорею спектрального класу A3 й має видиму зоряну величину в смузі V приблизно 10.2.
.